# Palham Dasht
Palham Dasht (persiska: پلهم دشت) är en ort i Iran.   Den ligger i provinsen Mazandaran, i den norra delen av landet, 130 km norr om huvudstaden Teheran. Antalet invånare är 176.
Terrängen runt Palham Dasht är platt åt nordost, men åt sydväst är den kuperad. Runt Palham Dasht är det ganska tätbefolkat, med 116 invånare per kvadratkilometer. Närmaste större samhälle är Tonekābon, 3,3 km norr om Palham Dasht. Trakten runt Palham Dasht består till största delen av jordbruksmark.